# برادلي ميلز
برادلي ميلز هو لاعب هوكي الجليد كندي، ولد في 3 مايو 1983 في تيراس في كندا.

## وصلات خارجية
- برادلي ميلز على موقع دوري الهوكي الوطني (الإنجليزية)
- برادلي ميلز على موقع EliteProspects.com (الإنجليزية)
- برادلي ميلز على موقع HockeyDB.com (الإنجليزية)
- برادلي ميلز على موقع Hockey-Reference.com (الإنجليزية)